# اتن نانای-ستورو
اتن نانای-ستورو (انگلیسی: Etene Nanai-Seturo؛ زادهٔ ۲۰ اوت ۱۹۹۹) بازیکن راگبی ۷ نفره اهل نیوزیلند است.
وی در مسابقات کشوری و بین‌المللی در مجموع برندهٔ ۱ مدال طلا، ۱ مدال نقره شده‌است.